# Арахисовый сокол
«Арахисовый сокол» (англ. The Peanut Butter Falcon) — американский трагикомический приключенческий фильм 2019 года, снятый режиссёрами-дебютантами Тайлером Нилсоном и Майком Шварцем по их собственному сценарию. Главные роли в фильме исполнили Шайа Лабаф, Зак Готтзаген, Дакота Джонсон, Джон Хоукс, Брюс Дерн, Джон Бернтал и Томас Хейден Черч. Фильм рассказывает о молодом человеке с синдромом Дауна (Готтзаген), который убегает из дома престарелых и заводит дружбу с рыбаком (Лабаф), а социальный работник (Джонсон) пытается найти беглецов.
Мировая премьера фильма состоялась 9 марта 2019 года на фестивале South by Southwest в США. Компания Roadside Attractions выпустила фильм в ограниченный прокат США 9 августа 2019 года. Фильм стал неожиданным хитом, заработав в общей сложности 23,7 млн долларов, что сделало его самым кассовым независимым фильмом 2019 года.

## Сюжет
22-летний Зак с синдромом Дауна живёт в доме престарелых в Северной Каролине, где за ним присматривает социальный работник Элеонор. Он мечтает стать рестлером и заниматься в школе рестлинга его кумира, Солёного Реднека, видеокассеты с выступлением которого он постоянно смотрит. После неудачной попытки побега Заку ночью удается всё-таки покинуть приют с помощью Карла, пожилого соседа по комнате. Зак прячется на маленькой рыбацкой лодке.
Тайлер, рыбак и вор, постоянно попадающий в неприятности, промышляет кражей крабов из ловушек других рыбаков. Однако местный торговец отказывается покупать у него нелегальный товар, потому что у Тайлера нет лицензии на ловлю. После стычки с двумя другими рыбаками, Дунканом и Крысёнышом, он сжигает их крабовые ловушки и снасти. Разгневанные Дункан и Крысёныш гонятся за Тайлером, но тому удается оторваться от преследователей на своей старой лодке, в которой прячется Зак. Он обнаруживает Зака на борту и пытается оставить его на берегу. Однако Тайлер становится очевидцем того, как 13-летний мальчик издевается над Заком, заставляя спрыгнуть в воду с вышки, хотя тот не умеет плавать. Тайлер вмешивается и разрешает Заку пойти с ним, а также соглашается сопровождать Зака в школу реслинга по пути к своему конечному пункту назначения во Флориде.
Дункан и Крысёныш начинают поиски Тайлера, а Элеонор разыскивает Зака. Элеонор и Тайлер встречаются в магазине на заправке, но Тайлер заявляет, что никогда не видел Зака. Во время путешествия Тайлер учит Зака плавать и стрелять из дробовика и укрепляет его уверенность в себе. Во время переправы через реку в них почти врезается проплывающая мимо рыбацкая лодка. Также они встречают слепого религиозного человека, который крестит Зака и дает им материалы, чтобы сделать плот и начать путешествие по реке. Во время привала Тайлер и Зак напиваются на пляже, и Зак придумывает себе борцовскую кличку «Арахисовый Сокол» в честь арахисовой пасты, которую они ели в дороге.
На следующее утро Элеонор обнаруживает их лагерь и пытается убедить Зака вернуться в дом престарелых. Вместо этого Тайлер убеждает её сопровождать их в путешествии, на что Элеонор соглашается при условии, что они вернутся домой после визита в школу реслинга. Они плывут по Внешним отмелям Северной Каролины, Тайлер и Элеонор спорят о том, сколько свободы позволено иметь Заку. Ночью, пока троица спит в прибрежной хижине, Дункан и Крысёныш сжигают плот и угрожают прострелить Тайлеру руку. Зак, вооружённый дробовиком Тайлера, выходит на защиту своих друзей.
Путешественники прибывают в город, где расположена школа реслинга, и находят дом Солёного Реднека. Реднек, настоящее имя которого Клинт, сообщает им, что закрыл школу десять лет назад. Зак разочарован, но пожимает руку Клинту, и они уходят. Элеонор узнает, что Зак по возвращении будет помещен в реабилитационную клинику для наркоманов, а Тайлер хочет, чтобы Элеонор поехала с ним во Флориду. К ним подъезжает Клинт в облике Солёного Реднека. Под впечатлением от речи Тайлера он соглашается стать наставником Зака.
Клинт тренирует Зака и устраивает для него договорной бой со своим другом Сэмом. Встревоженная Элеонор не хочет, чтобы Зак принимал участие в драке. Тайлер и Элеонор целуются, но Тайлер использует этот момент, чтобы приковать Элеонор наручниками к рулю, чтобы она не могла помешать. Нервничающий Зак приветствует толпу и выходит на ринг. Сэм, завидуя тому, как толпа приняла Зака, начинает показательно избивать соперника. Заметив в пикапе Дункана и Крысёныша, Элеонор освобождается от наручников и пытается предупредить Тайлера. Зак преодолевает свой страх и выбрасывает Сэма с ринга, выиграв бой. Дункан бьет Тайлера монтировкой, и тот теряет сознание.
В больнице Зак и Элеонор ждут, пока им разрешат навестить Тайлера. Элеонор, Зак и Тайлер с забинтованной головой едут во Флориду.

## В ролях
| Актёр             | Роль    |
| ----------------- | ------- |
| Шайа Лабаф        | Тайлер  |
| Дакота Джонсон    | Элеанор |
| Зак Готтзаген     | Зак     |
| Джон Хоукс        | Дункан  |
| Томас Хейден Чёрч | Клинт   |
| Брюс Дерн         | Карл    |
| Джон Бернтал      | Марк    |
| Yelawolf          | Рэтбой  |
| Джейк Робертс     | Сэм     |
| Мик Фоли          | Якоб    |

## Критика
Фильм получил положительные отзывы. На сайте Rotten Tomatoes фильм имеет рейтинг одобрения 95 % на основе 220 рецензий, средняя оценка — 7,5/10. По мнению критиков сайта, «фильм „Арахисовый сокол“ — это захватывающее приключение, воплощенное в жизнь выдающимися актёрами, которое находит богатый современный отклик в классической американской киноистории». На сайте Metacritic фильм получил средневзвешенную оценку 70 из 100, основанную на 28 оценках критиков, что свидетельствует о «в целом благоприятных отзывах».

## Производство
Фильм представляет собой современный пересказ истории Гекльберри Финна, в котором желание Готтсагена стать актером превращается в стремление стать рестлером. Нильсон и Шварц познакомились с Готтсагеном в лагере для актеров с ограниченными возможностями в 2011 г. в Венисе, штат Калифорния, и он выразил заинтересованность в том, чтобы они сняли с ним фильм. После съемок пробного видеоролика стоимостью 20 тыс. долл. с продюсером Дэвидом Тиесом дуэт получил финансирование на создание фильма с Готтсагеном в главной роли. В июне 2017 г. к актерскому составу фильма присоединились Шайа ЛаБеф, Дакота Джонсон и Брюс Дерн. В июле 2017 г. начались съемки в Джорджии. Позже в том же месяце к актерскому составу фильма присоединились Джон Хоукс, Джон Бернтал, Томас Хейден Черч, Мик Фоули, Джейк Робертс и Yelawolf.

### Музыка
Шварц и Нильсон хотели играть ту музыку, которая вдохновляла их во время работы над фильмом, а на съемочной площадке использовали магнитофон, чтобы включить ту же музыку перед началом сцены. Саундтрек объединяет блюграсс, народные песни и спиричуэлс, создавая смесь современного и вневременного. Саундтрек содержит оригинальную музыку, написанную Заком Доусом, Джонатаном Садоффом из Thenewno2, Ноамом Пикелни и Гейбом Витчером из Punch Brothers, а также новые и классические песни Сары Уоткинс, Чанса Маккоя из Old Crow Medicine Show, Григория Алана Исакова, Олы Белль Рид и группы Staple Singers. Они были удивлены тем, что им удалось получить права на многие из использованных песен за меньшую сумму, чем они ожидали.

## Награды и номинации
- 2019 — попадание в десятку лучших независимых фильмов года по версии Национального совета кинокритиков США.
- 2020 — номинация на премию Гильдии режиссёров США за лучший режиссёрский дебют (Тайлер Нилсон и Майк Шварц).